# Rennes (stacja metra)
Rennes - stacja linii nr 12 metra  w Paryżu. Stacja znajduje się w 6. dzielnicy Paryża. Została otwarta 5 listopada 1910. Następnie zamknięto ją w 1939 roku. Zaś otwarto ją ponownie 20 maja 1968 roku. Nazwana od ulicy Rue de Rennes.